# Keyzit
Keyzit est une maison de disque et un service de distribution digital fondé en 2000 par Moussa Wagué ,et basé à Montrouge, en France,,
Le label est aussi présent dans quelques pays d'Afrique: Sénégal, Bénin, Gabon,Cameroun, Cote d'ivoire, Tchad, Mali, Maroc ,Togo ou encore le Burkina Faso et est un des leader du marché,